# المجلة الدولية للإبداع والدراسات التطبيقية
المجلة الدولية للإبداع والدراسات التطبيقية، عبارة عن مجلة متعددة التخصصات تستهدف نشر المقالات ذات القيمة العلمية العالية في مختلف مجالات الهندسة والعلوم والتكنولوجيا. تعرض المجلة جميع مقالاتها للعموم عبر موقعها على الإنترنت. تصدر أربع مرات سنويا وتهتم بالمقالات والأبحاث المحررة باللغات الإنجليزية، الفرنسية، الإسبانية والعربية.

## أبعاد واهتمامات
المجلة الدولية للإبداع والدراسات التطبيقية، عبارة عن مجلة متعددة التخصصات تستهدف نشر المقالات ذات القيمة العلمية العالية في مختلف مجالات الهندسة والعلوم والتكنولوجيا. تعرض المجلة جميع مقالاتها للعموم عبر موقعها على الإنترنت. تصدر أربع مرات سنويا وتهتم بالمقالات والأبحاث المحررة باللغات الإنجليزية، الفرنسية، الإسبانية والعربية. تهدف المجلة إلى المساهمة في إثراء موضوعات البحث العلمي كما تطمح لتأسيس منتدى علمي يجمع الكتاب والباحثين من الطبقتين الأكاديمية والمهنية، المهتمين بالأبحاث المتقدمة في الإبداع والدراسات التطبيقية.

## المجالات العلمية
تنشر المجلة الأبحاث في المجالات التالية (ليس على سبيل الحصر):
- اتصالات
- أعمال
- اقتصاد
- الطب البشري
- الطب البيطري
- القانون
- إنسانيات وفنون
- بصريات
- تاريخ
- تسويق
- تشريح
- تصميم
- تعليم
- جغرافيا
- جيولوجيا
- حوسبة
- دبلوماسية عامة
- دراسات العلوم والتكنولوجيا
- ذكاء اصطناعي
- روبوت
- رياضيات
- زراعة
- صحافة وإعلام
- علم الآثار
- علم الاجتماع
- علم الأحياء
- علم الصيدلة
- علم الفلك
- علم الفيروسات
- علم المواد
- علم النبات
- علم النفس
- علم الوراثة
- علوم اجتماعية
- علوم الأرض
- علوم الحاسب
- علوم الصحة
- علوم بيئية
- علوم تطبيقية
- علوم سياسية
- علوم طبيعية
- فلسفة
- فيزياء
- كيمياء
- لسانيات
- معلوميات
- نظرية المعلومات

## اختيار الأبحاث
تبعث جميع المقالات المتوصل بها، للدراسة والتقييم من طرف لجنة الانتقاء، وذلك بعد الموافقة المبدئية لهيئة التحرير. يطلب رئيس التحرير من أساتذة وخبراء في المجال العلمي الإدلاء برأيهم في المقال. يرسل كل مقال إلى ثلاثة خبراء ويستوجب الحصول على موافقة اثنين منهم حتى يصبح مقبولا.

## وصلات خارجية
- موقع المجلة الدولية للإبداع والدراسات التطبيقية